# اسلوبودان گوردیچ
اسلوبودان گوردیچ (سیریلیک صربی: Слободан "Рица" Гордић؛ ۲۸ سپتامبر ۱۹۳۷) بازیکن بسکتبال اهل یوگسلاوی بود.
وی در مسابقات کشوری و بین‌المللی در مجموع برندهٔ ۱ مدال طلا، ۳ مدال نقره، ۱ مدال برنز شده‌است.